# Elesván Fernández Prada
Esteban Fernández Prada fue un médico y político peruano. 
Estudio medicina humana en la facultad de San Fernando graduándose de bachiller en 1872 con una tesis contra el celibato. Asimismo, obtuvo su licenciatura en 1877 con la tesis "Inserción viciosa de la placenta".
Aparece registrado como diputado por la provincia de Tarata ante la Asamblea Nacional de Ayacucho a pesar de que dicha provicina ya se encontraba cautiva y controlada por el estado chileno convocada por Nicolás de Piérola en julio de 1881. Este congreso aceptó la renuncia de Piérola al cargo de Dictador que había tomado en 1879 y lo nombró presidente provisorio. Sin embargo, el desarrollo de la guerra generó la pérdida de poder de Piérola por lo que este congreso no tuvo mayor relevancia.
En 1884 formó parte, como representante de Tarata, de la Asamblea Constituyente convocada por el presidente Miguel Iglesias luego de la firma del Tratado de Ancón, el mismo que puso fin a la guerra del Pacífico. Esta asamblea no sólo ratificó dicho tratado sino también ratificó como presidente provisional a Miguel Iglesias, lo que condujo a una guerra civil, de 1884 a 1885. 
También ocupó el cargo de Prefecto de Tacna durante la guerra con Chile.
En 1927, mediante Resolución Legislativa N° 5668, el Congreso de la República reconoció sus veintisiete años de servicios como Cirujano Mayor del Ejército.